# 宗次ホール
宗次ホール（むねつぐホール）は、愛知県名古屋市中区栄にあるクラシック専門のコンサートホールである。

## 概要
2007年（平成19年）3月に開館したクラシック専門のコンサートホールでCoCo壱番屋の創業者宗次德二が私財を投じ建設し、作曲家の三枝成彰が監修を務めたものである。このホールのコンセプトは「くらしの中にクラシック」。
開館公演は五嶋龍がヴァイオリンリサイタルを行い、開館を記念して開催された第1回宗次エンジェルヴァイオリンコンクールでは長尾春花が第1位を獲得した。 
また、ホールのオープン当初よりランチとクラシックコンサートをセットにしたランチタイムコンサートを開催しており、2010年（平成22年）1月からはスイーツタイムコンサートやディナータイムコンサートも開催されている。（ディナータイムコンサートは現在行われていない。）2010年（平成22年）2月からは中部国際空港開港5周年記念セントレアホール&宗次ホール提携企画として、セントレアホールと宗次ホールがランチタイムコンサートを毎月共同開催している。（ランチタイムコンサートは現在行われていない。）
2014年（平成26年）より貸館事業を停止し、ホールの主催および共催公演だけに特化した運営を行っている。2016年（平成28年）には月刊誌「音楽の友」誌上のまとめによると年間の公演回数が387回を数え、現在も1施設内に複数の会場を持たない単館のクラシック室内楽ホールとしては日本屈指の公演回数を誇る。

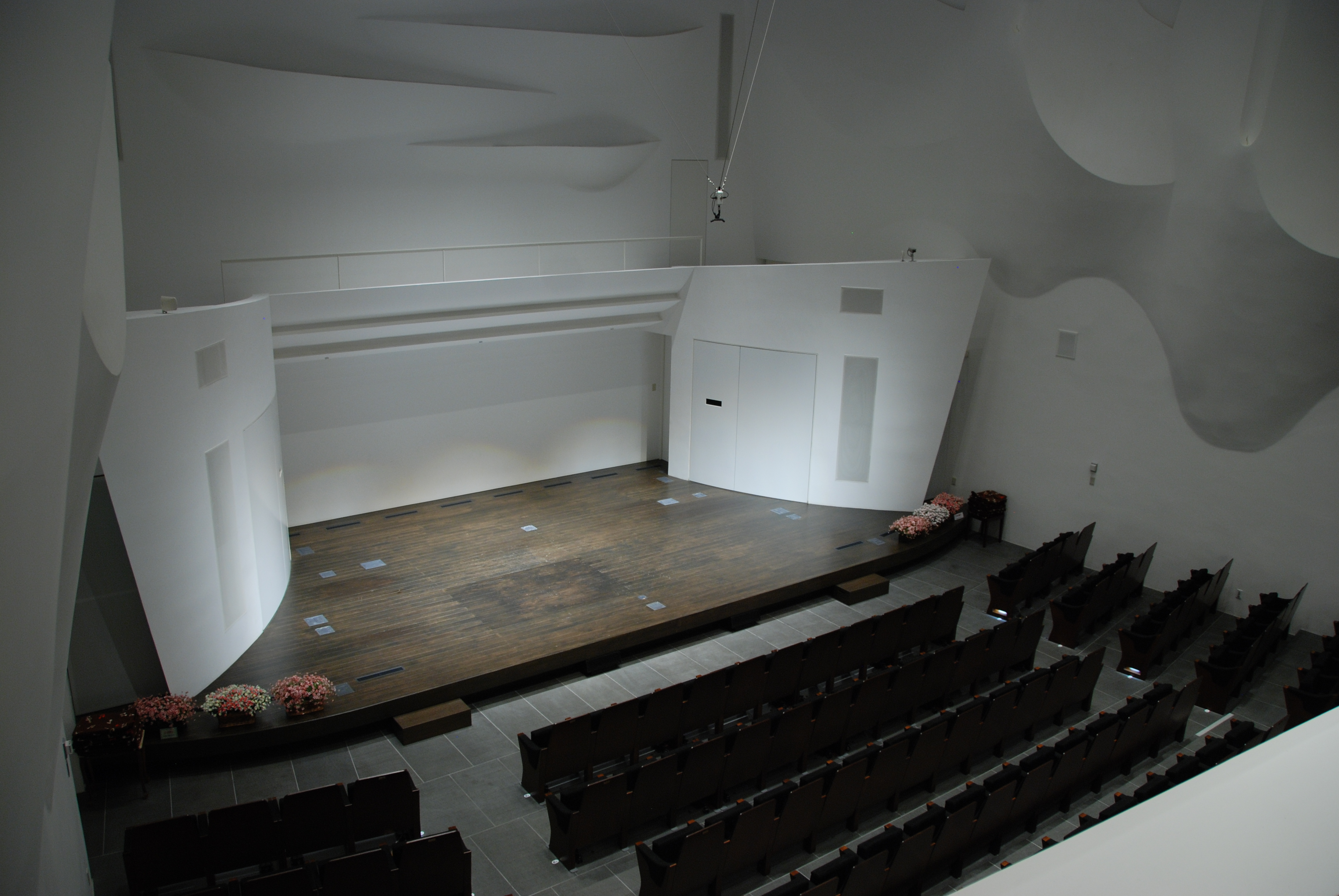
日本国内では珍しい石造りの床とモルタルの壁面が、豊かながらクリアーな残響を生み出す。正面と側面の波のような意匠は音響拡散体として機能している。舞台は白の壁面に合う、檜に落ち着いた濃茶の塗装仕上げである。

## 所在地
- 愛知県名古屋市中区栄四丁目5番14号[WEB 2]。

## アクセス
- 名古屋市営地下鉄東山線・名城線 栄駅12番出口より徒歩で約4分と案内している[WEB 2]。

### WEB
1. 1 2 3 4 5 6  “ホールのご案内”.   宗次ホール. 2018年9月26日閲覧。
2. 1 2 3 4 5  “交通&アクセス”.   宗次ホール. 2018年9月26日閲覧。
3. ↑  久保俊介. “「CoCo壱」創業者が店を叩き壊した朝 私が心に刻んだ忘れ得ぬ出来事”.   日経ビジネスONLINE. 2018年9月26日閲覧。
4. ↑  中部国際空港株式会社 (2009年12月11日). “中部国際空港開港5周年記念セントレアホール＆宗次ホール提携企画「ランチタイムコンサート」の開催について” (PDF). 2009年12月25日閲覧。[リンク切れ]
5. ↑  “貸しホールについて ｜宗次ホール”. www.munetsuguhall.com. 2019年8月2日閲覧。
6. ↑  “ココイチ創業者のホール、異例の公演数 きょう10周年：朝日新聞デジタル”. 朝日新聞デジタル. 2019年8月2日閲覧。